# マントゥス (エトルリア神話)
マントゥス（Mantus）は、セルウィウスによると、エトルリア神話におけるポー平原で信仰された冥府の神。古代エトルリア時代のものとされるポンテカニャーノ・ファイアーノに位置する聖域に、「manθ」と表記された神への献呈の辞が残されている。また、ウェルギリウスの故郷であるロンバルディア州南東部の都市・マントヴァの名称は、この神から由来すると言われている。
エトルリアの他地方では、サビニ人の信仰した冥府に関連する神・ソラヌスと同一視されている可能性がある。
配偶神はマニアで、合わせてこの二柱の名は、エトルリア人からは「マニム」もしくは「マニ」と称された古代ローマ宗教においての死者の魂や冥府の神格を意味する「マーネース」との関連性が指摘されている。